# Поляки в Литве

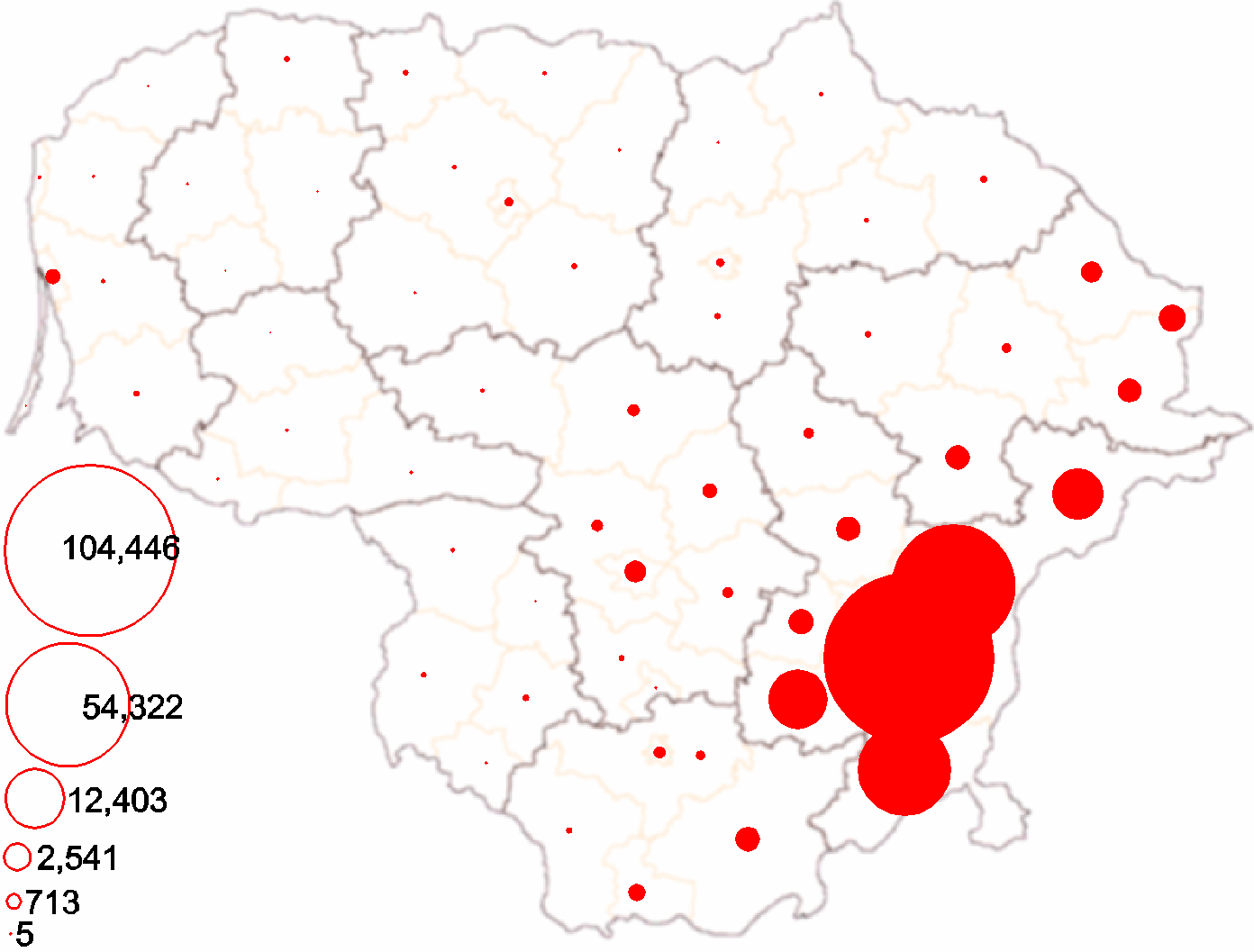
Абсолютная численность поляков по районам и городам республиканского подчинения Литвы по переписи 2001 года

Поляки в Литве (пол. Polacy na Litwie; лит. Lenkai Lietuvoje) — вторая по численности этническая группа и крупнейшее этническое меньшинство в Литве, по данным переписи населения Литвы 2021 года, составляет 6,53 % населения или 183 421 человек (по переписи 2011 года 6,58 % населения или 200 317 человек). Поляки компактно проживают в городах и сёлах на востоке страны. По оценкам, проводимым на основе данных Регистра населения Литвы по состоянию на 2024 год, доля поляков в составе населения Литвы составляла 6,3 %.
По данным переписи 2001 года, 80 % поляков указали польский язык как родной. Также поляки в Литве — третья по величине языковая община после русскоязычных и литовцев, составляющих 8 % (в том числе собственно русские — 6,3 %) и 83 % соответственно. Также поляки — в настоящее время — это одна из четырёх славянских общин страны, наряду с русскими, белорусами и украинцами. По данным переписи населения Литвы 2021 год, когда поляков в Литве было 6,53 % населения страны, польский язык был родным для 5,12 % населения Литвы. Всего им владело 7,89 % населения Литвы. По данным переписи населения Литвы 2021 года, в стране проживает 1 519 человек, родившихся в Польше (0,05 % населения Литвы). По данным переписи населения Литвы 2021 года в стране проживает 186 граждан Польши (0,01 % населения Литвы).
В Польше литовские поляки (а также поляки Беларуси и Украины) часто считаются не диаспорой (Полонией), а автохтонным населением данных территорий и противопоставляются польской эмиграции.

## История
В Великом княжестве Литовском после Люблинской унии 1569 года началась полонизация сначала элиты, а затем и простого народа, так что в начале XVIII века в Вильно и литовский язык исчез. По данным переписи населения Российской империи 1897 года, среди жителей Вильно насчитывалось 31 % поляков и только 2 % литовцев. В Ковно поляков было 22,7 %, а литовцев насчитывалось лишь 6,6 %.
В 1944-1946 годы из Литвы в Польшу переехало около 197 тыс. человек, в основном поляков. Следующая волна переселения в Польшу из Литвы, в 1955—1959 годах, охватила более 46 000 человек. С 1949 года в Литовской ССР стали закрываться польские школы, прекращался выход изданий на польском языке, поляки были вытеснены почти со всех руководящих постов. В октябре 1950 года было издано постановление ЦК ВКП (б) «О мерах улучшения работы среди польского населения в Литовской ССР», которое предусматривало устранение наиболее явно выраженных элементов дискриминации. В 1951 году полякам в Литве была предоставлена культурная автономия.

## Современное положение

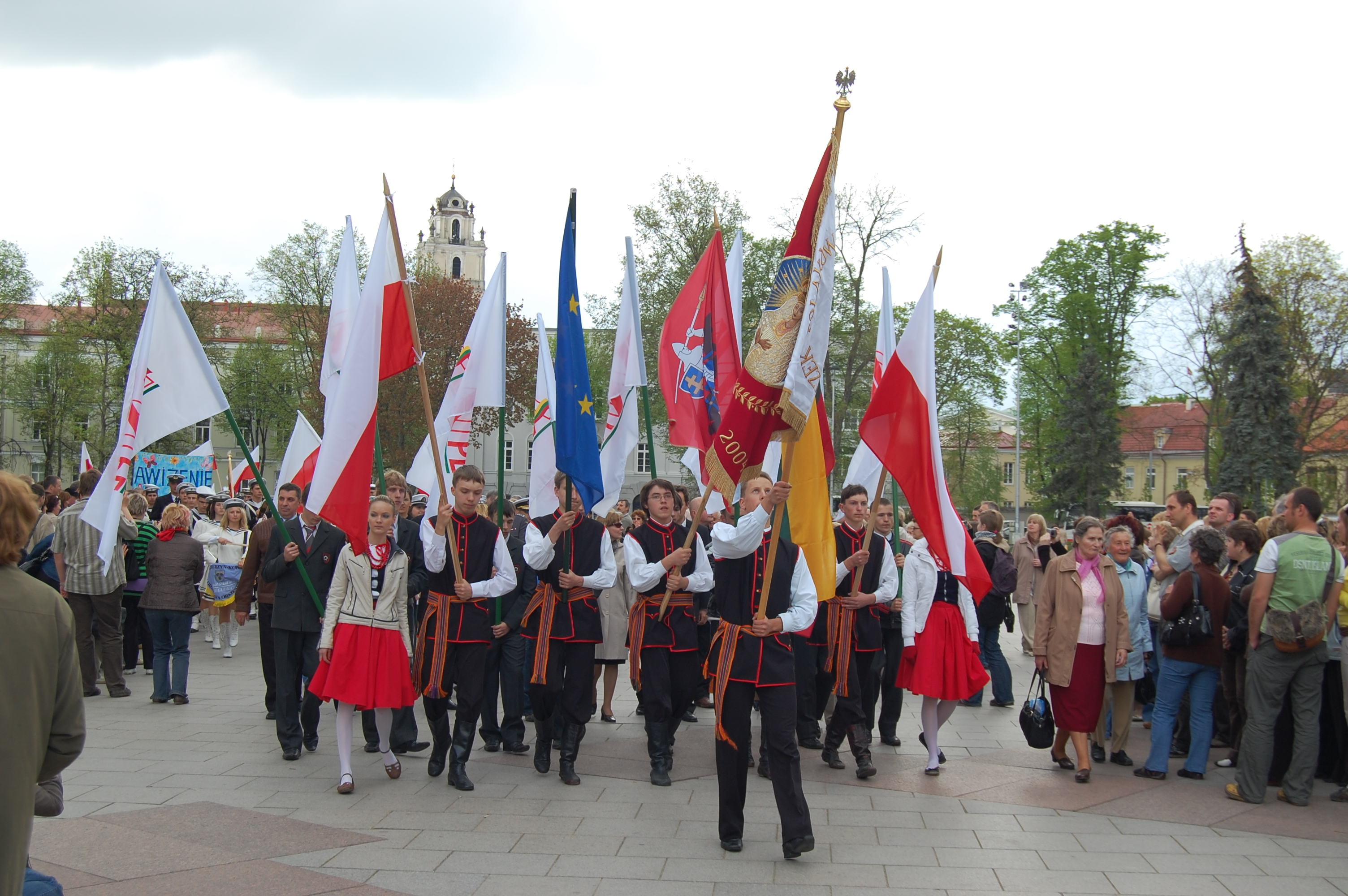
Марш поляков в Вильнюсе 2 мая 2008 года

В отличие от русских Литвы, основная масса которых сосредоточена в трёх городах страны (Вильнюс, Клайпеда и Висагинас), значительное количество поляков проживает в сельских регионах её востока, причём в некоторых они составляют абсолютное большинство населения и контролируют местные администрации. По данным переписи населения Литвы 2021 года большинство поляков (из 183 421 человека) проживает в Вильнюсском уезде 170 919 человек (93,18 % всех поляков Литвы). В самом городе Вильнюсе они составляли на 2021 год (когда в стране поляков было 6,53 %) 15,35 % (85 436 человек), а в 2001 году доля поляков в Вильнюсе была 18,7 %.
Особенно выделялись в этом плане в 2001 году Вильнюсский район (пол. Gmina rejonowa Wilno; поляки — 61,3 % населения) и Шальчининкский район (пол. Gmina rejonowa Soleczniki; 79,5-80,5 % населения).
Польская община страны, как и русскоязычная, сталкивается с некоторыми трудностями в реализации стремлений своего культурно-языкового самовыражения. В целом, положение поляков в стране удовлетворительно, а деятельность польской общины носит более организованный характер, что отчасти объясняется интенсивной поддержкой со стороны правительства Польши, которая, как и Литва, входит в ЕС.
В Вильнюсе издаётся польская газета «Kurier Wileński».

## Политика
Основная польская партия в Литве — Избирательная акция поляков Литвы (пол. Akcja Wyborcza Polaków na Litwie). На выборах Сейма в 2008 г. она получила 3 места (по одномандатным округам) из 141.

## Демографические данные
| Этнические поляки в Литве в современных границах Литовской Республики, Литовской ССР | Этнические поляки в Литве в современных границах Литовской Республики, Литовской ССР | Этнические поляки в Литве в современных границах Литовской Республики, Литовской ССР | Этнические поляки в Литве в современных границах Литовской Республики, Литовской ССР | Этнические поляки в Литве в современных границах Литовской Республики, Литовской ССР | Этнические поляки в Литве в современных границах Литовской Республики, Литовской ССР | Этнические поляки в Литве в современных границах Литовской Республики, Литовской ССР | Этнические поляки в Литве в современных границах Литовской Республики, Литовской ССР | Этнические поляки в Литве в современных границах Литовской Республики, Литовской ССР | Этнические поляки в Литве в современных границах Литовской Республики, Литовской ССР |
| Перепись                                                                             | 1897                                                                                 | 1923 оц.                                                                             | 1959                                                                                 | 1970                                                                                 | 1979                                                                                 | 1989                                                                                 | 2001                                                                                 | 2011                                                                                 | 2021                                                                                 |
| ------------------------------------------------------------------------------------ | ------------------------------------------------------------------------------------ | ------------------------------------------------------------------------------------ | ------------------------------------------------------------------------------------ | ------------------------------------------------------------------------------------ | ------------------------------------------------------------------------------------ | ------------------------------------------------------------------------------------ | ------------------------------------------------------------------------------------ | ------------------------------------------------------------------------------------ | ------------------------------------------------------------------------------------ |
| Население                                                                            | 260.000                                                                              | 415.000                                                                              | 230.000                                                                              | 240.200                                                                              | 247.000                                                                              | 258.000                                                                              | 234.989                                                                              | 200.317                                                                              | 183.421                                                                              |
| Доля                                                                                 | 9,7 %                                                                                | 15,3 %                                                                               | 8,5 %                                                                                | 7,7 %                                                                                | 7,3 %                                                                                | 7,0 %                                                                                | 6,7 %                                                                                | 6,6 %                                                                                | 6,5 %                                                                                |
| Доля поляков Литвы, указавших родным польский язык (данные переписей)                |                                                                                      |                                                                                      |                                                                                      |                                                                                      |                                                                                      |                                                                                      |                                                                                      |                                                                                      |                                                                                      |
| Перепись                                                                             |                                                                                      |                                                                                      | 1959                                                                                 | 1970                                                                                 | 1979                                                                                 | 1989                                                                                 | 2001                                                                                 |                                                                                      |                                                                                      |
| Доля                                                                                 |                                                                                      |                                                                                      | 96,8 %                                                                               | 92,4 %                                                                               | 88,3 %                                                                               | 85,0 %                                                                               | 80,0 %                                                                               |                                                                                      |                                                                                      |

### Переписи населения
Численность поляков по данным переписи населения за эти годы, по уездам:
|                     | 2001    | 2011    | 2021    |
| ------------------- | ------- | ------- | ------- |
| Литва               | 234 989 | 200 317 | 183 421 |
| Алитусский уезд     | 3 936   | 3 029   | 2 605   |
| Вильнюсский уезд    | 216 012 | 186 192 | 170 919 |
| Каунасский уезд     | 3 816   | 2 812   | 2 637   |
| Клайпедский уезд    | 975     | 748     | 740     |
| Мариямпольский уезд | 318     | 277     | 283     |
| Паневежский уезд    | 643     | 513     | 516     |
| Таурагский уезд     | 98      | 69      | 81      |
| Тельшяйский уезд    | 144     | 122     | 128     |
| Утенский уезд       | 8 428   | 6 126   | 5 096   |
| Шяуляйский уезд     | 619     | 429     | 415     |

Доля поляков по данным переписи населения за эти годы, по уездам (в %):
|                     | 2001  | 2011  | 2021  |
| ------------------- | ----- | ----- | ----- |
| Литва               | 6,74  | 6,58  | 6,53  |
| Алитусский уезд     | 2,09  | 1,91  | 1,89  |
| Вильнюсский уезд    | 25,41 | 22,97 | 21,08 |
| Каунасский уезд     | 0,54  | 0,46  | 0,46  |
| Клайпедский уезд    | 0,25  | 0,22  | 0,23  |
| Мариямпольский уезд | 0,16  | 0,17  | 0,2   |
| Паневежский уезд    | 0,21  | 0,20  | 0,24  |
| Таурагский уезд     | 0,07  | 0,06  | 0,09  |
| Тельшяйский уезд    | 0,08  | 0,08  | 0,1   |
| Утенский уезд       | 4,53  | 4,03  | 3,99  |
| Шяуляйский уезд     | 0,16  | 0,14  | 0,16  |

## Польский язык в системе образования Литвы
После Второй мировой войны власти Литовской ССР некоторое время проводили осторожную политику в отношении польского образования. В 1948 году в Литве было 200 школ с обучением на польском языке. В 1949—1950 годах все эти школы были переведены на литовский или русский язык обучения. Польское отделение при Тракайской учительской семинарии (единственное учреждение, где в Литве готовили учителей для польских школ) перевели на литовский язык обучения. Некоторые литовские руководители (в частности, Мечисловас Гедвилас) утверждали, что в Литве нет поляков, а имеются только ополяченные белорусы. Эта позиция была осуждена 1 октября 1950 года на заседании бюро Компартии Литвы, которое вынесло следующее решение:

Осудить выступления тов. Гедвиласа и тов. Палескиса <...> как выступления националистического характера, выразившиеся в отрицании наличия польского населения в районах Вильнюсской области
Уже 16 октября 1950 года вышло (по инициативе союзных властей) Постановление «О мерах по улучшению работы среди польского населения в Литовской ССР». Оно предусматривало открытие польских школ и подготовку учителей для них, а также издание в литературы и открытие в Московском и Ленинградском университетах групп на славянском отделении (в эти группы в целевом порядке зачислялись жители Литвы).
После распада СССР, на протяжении всех 90-х годов в Восточной Литве наблюдался своего рода ренессанс школьного образования на польском языке. Значительно увеличилось количество учеников в польских школах и классах. Так, опросы молодёжи школьного возраста 2002 года показали что больше всех на родном языке в Восточной Литве хотят учиться именно поляки. 66 % опрошенной польской молодёжи поддерживает утверждение о том что дети национальных меньшинств должны посещать школы, в которых обучение ведется на родном языке. С этим утверждением, однако, согласны лишь 24 % опрошенных литовцев. Научные исследователи прикладной лингвистики также утверждают, что наибольших успехов в академическом плане ребёнок добивается именно при обучении на родном языке. Школьники других национальностей, как показал опрос, поддержали это положение в гораздо меньшей степени. Для сравнения, на родном языке хотели бы обучаться только 31 % русских, а 69 % предпочли бы литовские школы чтобы улучшить свой литовский язык. Различия в установках двух крупнейших славянских общин страны вполне объяснимы. Свою роль здесь, видимо, сыграл тот факт, что до 1991 года многие поляки посещали русские (реже литовские) школы из-за нехватки польских, и что 73 % учеников польских и литовских школ выбирают в качестве второго иностранного языка (после обязательного английского) русский язык. Более того, 80 % населения Литвы в целом владеет русским языком на удовлетворительном уровне, то есть поляки в наибольшей степени беспокоятся за сохранение своего языка, так как несмотря на статус второго этнического и третьего языкового меньшинства, они не обладают тем потенциалом, который характерен для других языков республики: литовский — государственный, русский — межнациональный, английский — основной иностранный. 
Поляки Литвы поддерживают сеть школ с образованием на польском языке: в 2007/2008 учебном году в 64 школах с польским языком обучения обучалось 11,3 тыс. учеников. На 2010/2011 уч. год польских школ было 56 (помимо этого, в 26 школах был польский поток). Поскольку в Литве запрещено пользоваться учебниками, изданными за пределами страны, перевод учебников на польский язык финансируется из бюджета Польши. Более того, в 2007 году Белостокский университет из города Белосток, Польша открыл свой польскоязычный филиал в г. Вильнюсе.
В 2010 году предлагаемые изменения к литовскому закону о просвещении вызвали ноту МИД Польши.
По состоянию на 2018 год в Литве действуют 107 общеобразовательных школ и 91 дошкольное учреждение с образованием на языках национальных меньшинств. В них обучаются 36000 человек. Из них более 20000 учились на русском языке, более 15000 на польском языке, 233 на белорусском языке, 42 на идише (только в дошкольных учреждениях). Самоуправления, где национальные меньшинства проживают в более моноэтнических и густонаселенных районах с большим количеством детей школьного и дошкольного возраста, создают образовательные учреждения, осуществляющие образовательные программы на языках этих национальных меньшинств. Там, где детей из числа национальных меньшинств слишком мало для создания учебного заведения или где этнический состав населения довольно неоднороден, муниципалитеты открывают многоязычные школы, в которых осуществляется обучение на нескольких языках. В последние годы количество общеобразовательных школ с обучением на польском и русском языках, а также многоязычных школ падает, но в дошкольных учебных заведениях при аналогичном падении количества учреждений с обучением на польском и русском языках, количества многоязычных дошкольных учебных заведений растёт. Самая обширная сеть из дошкольных учебных заведений и общеобразовательных школ на языках национальных меньшинств находится на юго-востоке Литвы, так как, там в основном сосредоточенны самые большие группы литовских национальных меньшинств — поляки и русские. Больше всего дошкольных учебных заведений с польским языком обучения расположено в Вильнюсском, Шальчининкайском и Тракайском уездах. Больше всего дошкольных учебных заведений с русским языком обучения расположено Вильнюсе и Клайпеде. По состоянию на 2018 год в Литве действуют 49 школ с польским языком обучения, 27 школ с русским языком обучения, 1 школа с белорусским языком обучения и 30 многоязычных школ, из них 11 школ с литовским и русским языком обучения, 7 школ с литовским и польским языком обучения, 7 школ с русским и польским языком обучения и 5 школ с литовским, русским и польским языком обучения. По состоянию на 2018 год в Литве процент учащихся общеобразовательных школ по языкам обучения в стране таков: 90,6 % получали образование на литовском; 3,5 % получали образование на русском языке; 2,8 % получали образование на польском языке; 3,1 получали образование на других языках.